# Біллінгс (Міссурі)
Біллінгс (англ. Billings) — місто (англ. city) в США, в окрузі Крістіан штату Міссурі. Населення — 1084 особи (2020).

## Географія
Біллінгс розташований за координатами 37°3′44″ пн. ш. 93°33′14″ зх. д. / 37.06222° пн. ш. 93.55389° зх. д. (37.062140, -93.553889).  За даними Бюро перепису населення США в 2010 році місто мало площу 2,32 км², з яких 2,31 км² — суходіл та 0,00 км² — водойми.

## Демографія
Згідно з переписом 2010 року, у місті мешкало 1035 осіб у 437 домогосподарствах у складі 281 родини. Густота населення становила 447 осіб/км².  Було 504 помешкання (218/км²).
Расовий склад населення:
| - 96,8 % — білих - 1,0 % — корінних американців - 0,3 % — чорних або афроамериканців - 0,2 % — азіатів |

До двох чи більше рас належало 1,2 %. Частка іспаномовних становила 1,0 % від усіх жителів.
За віковим діапазоном населення розподілялося таким чином: 26,5 % — особи молодші 18 років, 56,6 % — особи у віці 18—64 років, 16,9 % — особи у віці 65 років та старші. Медіана віку мешканця становила 37,5 року. На 100 осіб жіночої статі у місті припадало 82,2 чоловіків;  на 100 жінок у віці від 18 років та старших — 79,1 чоловіків також старших 18 років.
Середній дохід на одне домашнє господарство  становив 48 145 доларів США (медіана — 40 673), а середній дохід на одну сім'ю — 58 886 доларів (медіана — 53 036). Медіана доходів становила 36 406 доларів для чоловіків та 27 614 долари для жінок. За межею бідності перебувало 14,2 % осіб, у тому числі 24,5 % дітей у віці до 18 років та 6,5 % осіб у віці 65 років та старших.
Цивільне працевлаштоване населення становило 423 особи. Основні галузі зайнятості: освіта, охорона здоров'я та соціальна допомога — 29,6 %, роздрібна торгівля — 18,9 %, виробництво — 14,2 %.